# Трарза
Трарза (араб. الترارزة‎, фр. Trarza) — область на западе Мавритании.
- Административный центр — город Росо.
- Площадь — 67 800 км²[1], население — 272 773 человека (2013 год)[1].

## География
На севере граничит с областью Иншири, на северо-востоке с областью Адрар, на востоке с областью Бракна, на западе со столичной областью Нуакшот, на юге с Сенегалом по реке Сенегал. На западе выходит к Атлантическому океану.

## История
Около 1640 года на этой территории арабским (хасанским) племенем трарза образован Эмират Трарза. Сложился в результате победы арабских племён в так называемой «войне Шарр Бабба» с берберами (марабутами). Во главе Трарзы стояли эмиры из рода улед-ахмед бен даман. Господствующим слоем эмирата были хасаны — воинское сословие арабских завоевателей. Подчинённое положение занимали берберы — марабуты. Они стояли на более высоком культурном уровне, чем арабские племена, в их ведении находились главным образом религиозные функции. Ниже находились группы ремесленников, земледельцев, рыбаков и др. Низшую социальную ступень занимали харатины — чернокожие рабы. Все сословия должны были нести повинности и платить многочисленные налоги. Эмир являлся главным образом военным предводителем и первое время не имел постоянной резиденции, кочуя со своим военным лагерем (махзеном). Главным занятием и источником доходов хасанов были грабительские военные походы на народы долины реки Сенегал.
В конце XVII века эмиры Трарзы установили первые контакты с французами, положившими начало торговле гуммиарабиком, ставшим главным объектом экспорта мавританских эмиратов. Французы учредили торговые конторы на реке Сенегал, а эмиры Трарзы обязались их защищать и контролировали торговлю гуммиарабиком, которая приносила им большие выгоды. Рост могущества Трарзы начался во время правления эмира Али Шандора (1703 — 1727 годы), которому удалось победить главного соперника за гегемонию в регионе — эмират Бракна. Во 2-й половине XVIII века эмиры Трарзы совершали регулярные походы на Юг против государств долины реки Сенегал: Вало, Джолоф и Кайор. Войны приносили хасанам добычу в виде рабов, что сделало Трарзу крупным центром работорговли. Вторжения хасанов Трарзы привели к упадку сенегальских государств. Интересы Трарзы на юге столкнулись с противодействием французов, которые не желали усиления влияния Трарзы на Вало. Это привело к войне в 1825 году, которая закончилась неудачей для Трарзы. Попытки остановить французскую экспансию предпринимал эмир Мухаммед Хбиб (1827 — 1860 годы). В союзе с Бракной и Вало он начал войну, но в 1855 году потерпел поражение от французских войск и отказался от притязаний на земли к югу от реки Сенегал. В конце XIX века эмират охватили внутренние междоусобицы, недовольство населения вызывал произвол хасанов. В 1901 — 1905 годах французы организовали в Мавританию миссию под руководством К. Копполани. Он заручился поддержкой авторитетных духовных лидеров страны (из рода Сидиа), марабутов и низших сословий, обещая помощь в борьбе с всевластием эмиров и хасанов. В 1902 Копполани добился признания эмирата Трарзы протекторатом Франции. Установившаяся колониальная система лишила хасанов их привилегий, а эмиры обладали лишь номинальной властью, которую окончательно утратили в независимой Мавритании.

## Административно-территориальное деление
Область делится на 6 департаментов:
- Бутилимит (Boutilimit)
- Кёр-Массен (Keur Massene)
- Медердра (Mederdra)
- Уад-Нага (Ouad Naga)
- Ркиз (R’Kiz)
- Росо (Rosso)